# Strombosiaceae
Famille
Les Strombosiaceae sont une famille de plantes à fleurs.

## Description
Ce sont des plantes ligneuses, originaires des régions tropicales du monde telles que les espèces de la famille des Olacaceae. 

## Liste des genres
Selon GBIF (25 septembre 2024) :
- Diogoa Exell ex Mendonça
- Engomegoma F.J.Breteler
- Scorodocarpus Becc.
- Strombosia Blume
- Strombosiopsis Engl.
- Tetrastylidium Engl.

## Systématique
Le nom correct de ce taxon est Strombosiaceae.
En juillet 2021, la délimitation de cette dernière famille varie ; certaines sources maintiennent une famille large, d'autres la divisent en sept familles distinctes dont les Strombosiaceae.
Strombosiaceae a pour synonyme :
- Scorodocarpaceae